# میتسوبیشی تردیا
میتسوبیشی تردیا (Mitsubishi Tredia) خودرویی است که در سال‌های ۱۹۸۲ تا ۱۹۹۰تولید شده‌است. 
این خودرو در کلاس خودرو کامپکت کوچک قرار گرفته، طول آن در حالت طبیعی ۴٬۲۸۰ میلیمتر (۱۶۸٫۵ اینچ)، عرض آن در حالت طبیعی ۱٬۶۶۰ میلیمتر (۶۵٫۴ اینچ) و ارتفاع آن در حالت طبیعی ۱٬۳۷۰ میلیمتر (۵۳٫۹ اینچ) و وزن آن در حالت طبیعی ۹۵۰ کیلوگرم (۲٬۰۹۴ پوند) است. سیستم جعبه‌دندهٔ آن ۳ دنده به دو صورت خودکار و دستی است.

## نگارخانه

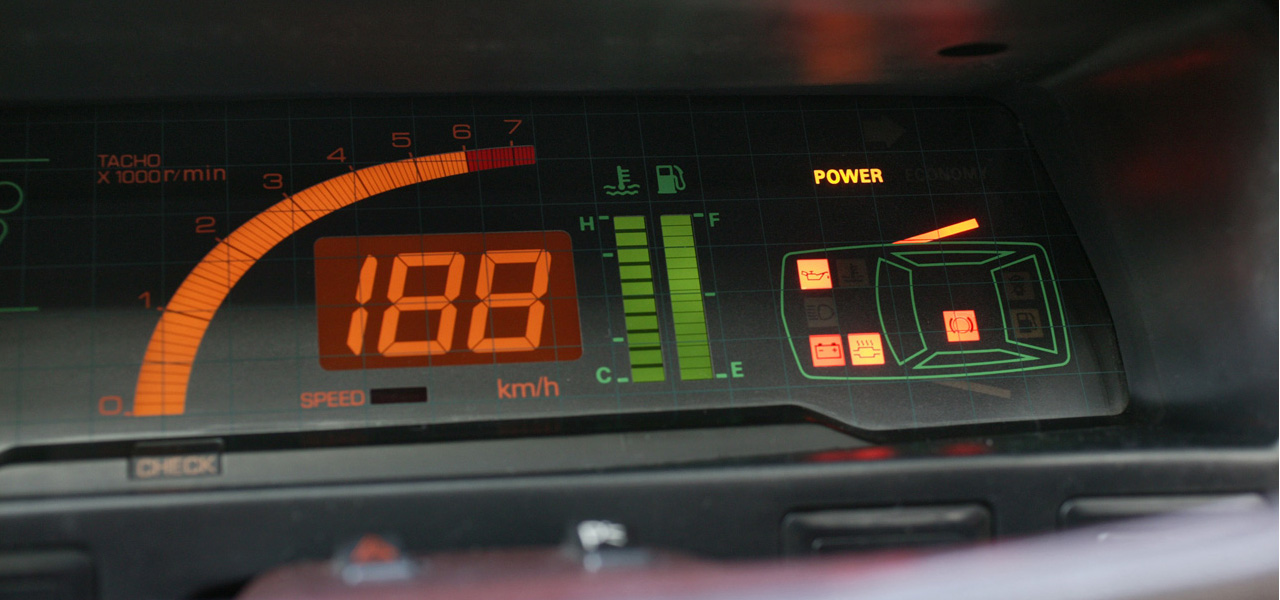
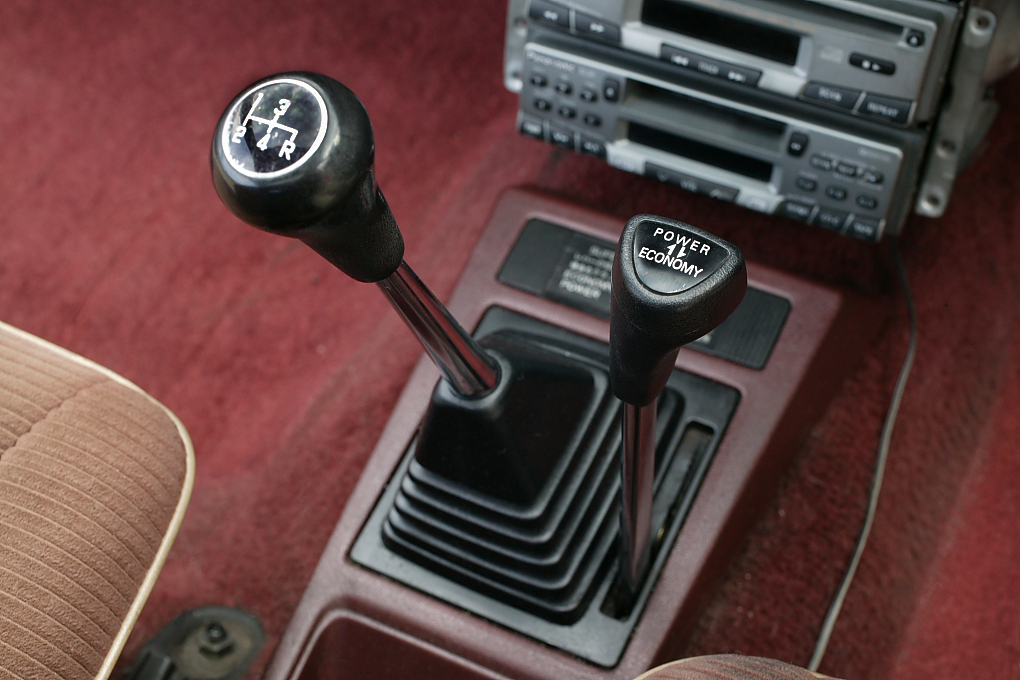